# 遠藤彩加里
遠藤 彩加里（えんどう あかり、2008年4月26日 - ）は、日本の歌手、アイドル。女性アイドルグループJuice=Juiceのメンバー。
北海道出身。アップフロントプロモーション所属。

## 略歴
2022年
- 「ハロー!プロジェクト「モーニング娘。'22」「Juice=Juice」合同新メンバーオーディション」に合格。
- 6月29日、石山咲良とともにJuice=Juiceに加入することが発表された。
- 11月23日、シングル『全部賭けてGO!!/イニミニマニモ〜恋のライバル宣言〜』でJuice=Juiceとしてメジャーデビューした。

## 人物
- メンバーカラーはミントグリーン[5]。
- 血液型A型[1]。
- 特技はバレエ[1]。
- 趣味はスライム作り、ネイルアート、漫画を読む、ダンス[1]。
- 好きな食べ物はフライドポテト、アイスクリームで、アイスは特に抹茶味が好きである[6]。
- 好きな音楽ジャンルはハロー!プロジェクト、K-POP[1]。
- 好きなスポーツは100m走[1]。
- 座右の銘は「一笑懸命」[1]。
- 憧れの先輩は工藤由愛[7]。工藤とははとこの関係にあることを2025年5月15日のイベントで初めて公表した[8][9]。
- リーダーの植村あかりからは眠たい時はコロンと寝たり、目線を送って話しかけたいアピールをしたりするなど「赤ちゃん」のようだと評されている[10]。

## 出演
テレビ番組
- 御社でインターンよろしいでしょうか?（2025年6月22日、BS-TBS） ※同グループの工藤由愛と共にインターン生として出演

## 参加ユニット
- Juice=Juice（2022年 - ）